# Poštna ulica
Poštna ulica je ena od najbolj priljubljenih in živahnih poletnih destinacij v Mariboru, kjer so se lastniki lokalov na lastno pest in družno odločili postaviti oder z glasbenim programom od maja do oktobra. Ulica je ob toplejših dneh in večerih zelo živahna.

## Zgodovina
Hiša številka 6 ima nad vhodom grb zlatega leva z dvema zvezdama in črkama A in H, ki je pripadal stari mariborski družini Haller. Na mestu današnje poštne stavbe iz leta 1891 sta se od leta 1348 nahajala Mestni špital, ki sta ga ustanovila mestni pisar Matej skupaj z ženo Elizabeto, in špitalska cerkev Sv. Duha. Zahodno od cerkve so leta 1793 zgradili 11-osno nadstropno poslopje, v katerem je bila bolnišnica, nato pa dekliška šola. Cerkev so pozneje ukinili in jo od leta 1811 do 1825 uporabljali kot gledališče. Leta 1891 so vse tri objekte podrli in na mestu, kjer je stala cerkev in špital, so na vogalu Poštne ulice in Slomškovega trga zgradili neorenesančno poštno palačo, v letih 1892-94 po načrtih arhitekta Friedericha Setza. Na vogalu Poštne ulice in Glavnega trga stoji mogočna trinadstropna poslovno-stanovanjska hiša, ki so jo po načrtih dunajskega arhitekta Johanna Eustacchia zgradili leta 1904. Lastnica je bila Terezija Franc, vdova po znanem mariborskem industrialcu Francu. Je ena najstarejših mestnih stavb. V sredini 19. stoletja so bile na dvorišču,v delu, ki spada pod Lekarniško ulico, ledenica in pivniška klet ter zelo obiskana poletna točilnica Franca Čeligija. Najstarejši znani lastnik hiše je vitez Grabenski iz leta 1497.

## Herman Potočnik Noordung
V letih 1894-1903 je Herman Potočnik Noordung preživljal svoja otroška leta v drugem nadstropju poštne palače na vogalu sedanjega Slomškovega trga in Poštne ulice. Prve štiri razrede osnovne šole je obiskoval v Mariboru, skupaj z bratoma in sestro.